# ジャンピン・ジーン・シモンズ
ジャンピン・ジーン・シモンズ（Jumpin' Gene Simmons、1933年7月10日 - 2006年8月29日）は、1964年のノベルティソング（コミックソング）「Haunted House」で知られる、アメリカ合衆国のロカビリー歌手、ソングライター。

## 経歴
モリス・ジーン・シモンズ (Morris Eugene Simmons) は、ミシシッピ州イタワンバ郡に生まれ、1956年からサン・レコードで吹き込みを始めたが、当時は、かつて同レーベルに所属していたエルヴィス・プレスリーの前座を務めていた。しかし、サン・レコードは、シモンズの録音からシングル1枚（1958年の「Drinkin‘ Wine / I Done Told You」）しかリリースせず、 それもチャート入りはしなかった。シモンズにとって最初で、唯一のトップ40入りしたヒット曲「Haunted House」は、1958年にジョニー・フラーが録音した曲のカバーで、1964年にBillboard Hot 100 の11位まで上昇し、ハイ・レコードの初期の成功を代表するものとなった。その後、この曲は、ザ・コンプトン・ブラザース、ジェリー・リー・ルイス、ヘイゼル・アドキンス、ジョン・フォガティらも取り上げた。最後の作品は、共作者に加わった1994年の「Indian Outlaw」で、カントリー・ミュージシャンのティム・マグロウのために書かれたこの曲は、ヒット曲となった。
ハイ・レコードで録音されたシモンズの作品は、アンソロジー『Haunted House: The Complete Jumpin' Gene Simmons on Hi Records』として、2001年6月にリリースされた。これに続いて、サン・レコードも、2006年12月に33曲を収録した『Drinkin' Wine: The Sun Years, Plus』をリリースした。シモンズは、それぞれのレーベルで、アルバム数枚分の録音を残していたが、それがアルバムとしてリリースされることは、全盛期にはなかった。
ブライアン・セッツァーは、シモンズのシングル曲のひとつ「Peroxide Blonde in a Hopped Up Model Ford」を2005年のアルバム『Rockabilly Riot, Vol. 1: A Tribute to Sun Records』で取り上げた。その翌年2006年8月29日、「Haunted House」のトップ40入りから42周年を迎えた日に、長く患っていたシモンズは73歳で、ミシシッピ州テューペロで死去した。
キッスのメンバーであるジーン・シモンズ（出生名：ハイム・ヴィッツ (Chaim Witz)）は、シモンズへの敬意を表してこの芸名を選んでいる。

## ディスコグラフィ

### シングル
| 1958           | Drinkin‘ Wine / I Done Told You | Sun 299     |
| 1959           | Sharlene / I’m Alone | Judd J1008  |
| 1959           | Out of This World / You Love Me Too | Argo 5345   |
| 1960           | Shenandoah Waltz / The Waiting Game | Sandy 1027  |
| 1960           | Bad Boy Willie / Goin’ Back to Memphis | Checker 948 |
| 1961           | Your True Love / Teddy Bear | Hi 45-2034  |
| 1961           | The Shape You Left Me In / No Other Guy | Hi 45-2039  |
|                | Hop Scotch / Little Rag Doll | Tupelo 2981 |
| 1962           | Be Her #1 / 'Twist' Caldonia | Hi 45-2050  |
| 1964           | Haunted House / Hey, Hey, Little Girl | Hi 45-2076  |
| 1964           | The Dodo / The Jump | Hi 45-2080  |
| 1966           | The Batman / Bossy Boss | Hi 45-2102  |
| 1966           | Go on Shoes / Keep That Meat in the Pan | Hi 45-2113  |
| 未発表曲の録音 | |             |
| 1956           | - Blues at Midnight (Version 1) - Blues at Midnight (Version 2) - Chains of Love - Down on the Border - Drinkin’ Scotch - Pop and Mama (Version 1) - Pop and Mama (Version 2) - Shake, Rattle and Roll                  | Sun         |
| 1957           | - Crazy Woman (Version 1) - Crazy Woman (Version 2) - I Don’t Love You Baby - If I’m Not Wanted - Juicy Fruit (Version 1) - Juicy Fruit (Version 2) - Money, Money, Money (Version 1) - Money, Money, Money (Version 2) | Sun         |
| 1958           | - I Done Told You (alt. Version) - Peroxide Blond and a Hopped Up Model Ford | Sun         |
|                | - Goin’ Back to Memphis (alt. Version) - The Shape You Left Me In (alt. Version) | Chess       |
|                | - Invitation to the Blues - Listen to Me Lie - Wedding Bells | Hi          |

### 編集アルバム
- Goin' Back to Memphis (1987)
- 706 Union Ave. And Beyond (1998)
- Haunted House: The Complete Jumpin' Gene Simmons on Hi Records (2001)
- Drinkin' Wine: The Sun Years, Plus (2006)